# فابریسیو اگوستو
فابریسیو اگوستو (انگلیسی: Fabricio Agosto؛ زادهٔ ۳۱ دسامبر ۱۹۸۷) بازیکن فوتبال اهل اسپانیا است.
از باشگاه‌هایی که در آن بازی کرده‌است می‌توان به باشگاه فوتبال فولام، باشگاه فوتبال رکریتیوو اوئلوا، باشگاه فوتبال رئال بتیس، باشگاه فوتبال رئال وایادولید، و باشگاه فوتبال دپورتیوو لاکرونیا اشاره کرد.
وی همچنین در تیم ملی فوتبال زیر ۲۰ سال اسپانیا بازی کرده‌است.